# 欧广源
歐廣源（1948年2月—），廣東佛山人，中国广东省地方官员。1974年5月參加工作，1969年5月加入中國共產黨，學歷省委黨校大專（省委黨校黨政幹部函授大專班）。曾任中共廣東省委副書記、廣東省人大常委會主任。

## 生平
歐廣源1967年在順德縣陳村公社務農，任大隊黨支部副書記；1974年後，历任顺德县陈村公社革委会副主任、党委副书记、书记，县委常委、副县长、縣委書記；1989年任佛山市委常委、秘書長，市委副書記；1992年任佛山市委書記；1993年後，任省委常委、副省長；2001年任省委常委、常務副省長；2002年至2007年任省委副書記；2007年2月至2008年1月任廣東省人大常委會副主任。2008年1月任廣東省人大常委會主任。2013年3月16日，獲委任為第十二屆全國人大農業與農村委員會副主任。
中共十四大、十五大、十六大代表，第十四屆、十五屆、十六屆中央候補委員。